# مدرسة سنودن الدولية
مدرسة سنودن الدولية هي مدرسة دولية خاصة تقع في بوسطن، الولايات المتحدة.

## الروابط الخارجية
1. ↑   https://web.archive.org/web/20160812171900/http://www.miaa.net/gen/miaa_generated_bin/documents/basic_module/Coop_Teams__Fall.pdf. مؤرشف من الأصل (PDF) في 2016-08-12. {{استشهاد ويب}}: الوسيط |title= غير موجود أو فارغ (مساعدة)

- الموقع الرسمي
- WGBH School Profile
- Boston Public Schools Profile